# Sallustiano (rione de Roma)

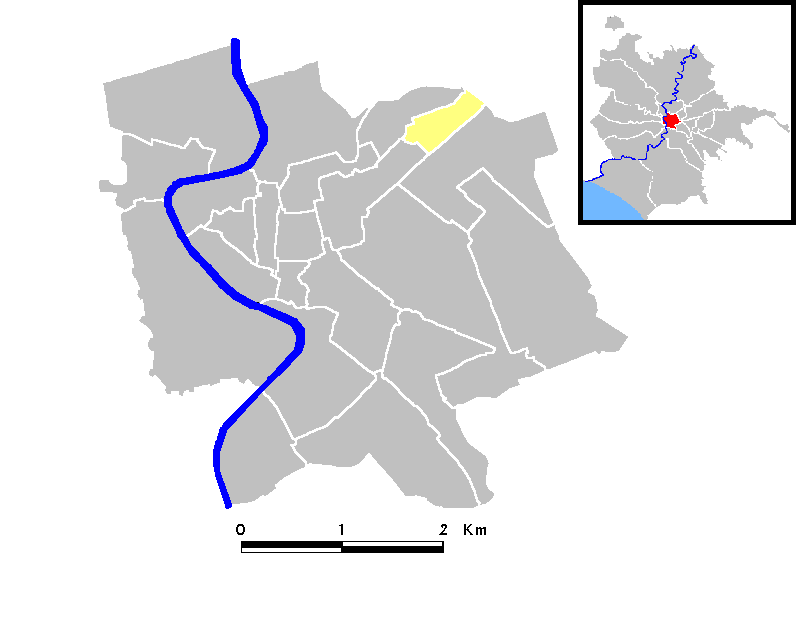
Mapa do Rione XVII - Sallustiano.

Sallustiano  é um dos vinte e dois riones de Roma, oficialmente numerado como Rione XVII, localizado no Municipio I. O território do rione era parte da Região VI - Alta Semita na época de Augusto. A região abrigava os Jardins de Salústio, de onde deriva o nome do rione, e o Templo de Vênus Ericina, que ficava entre a Via Piave e a Via Calabria, e era mais importante que a villa de Salústio, a ponto de o espelho dourado da deusa ter sido escolhido como brasão do rione. O famoso "Trono Ludovisi" foi encontrado ali durante as obras de urbanização da área e era provavelmente parte deste templo.

## História

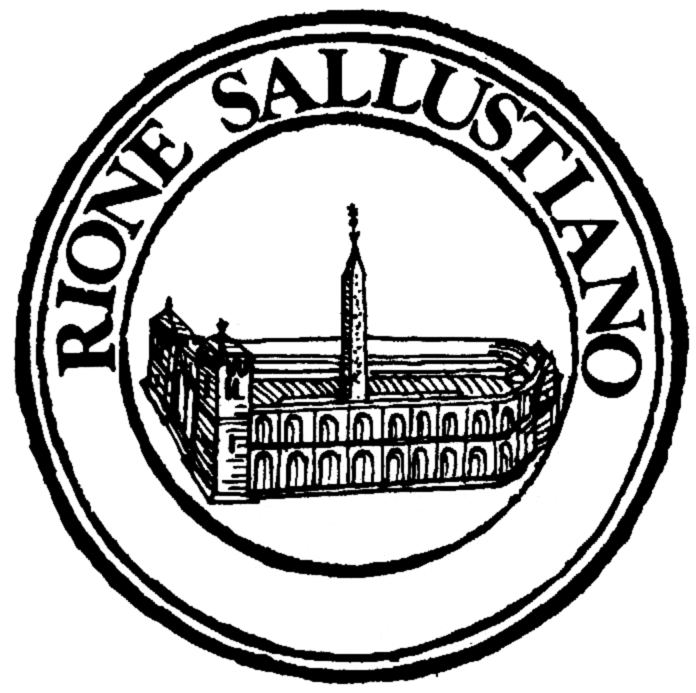
Brasão de Sallustiano: espelho da Vênus Ericina em fundo azul.

Entre a Via Flávia e a Via Sérvio Túlio estava o templo dedicado à deusa Fortuna e entre as modernas Via XX Settembre e a Via Boncompagni estava o Circo de Flora. O Obelisco Salustiano, encontrado na área dos Jardins de Salústio, não compunha a spina do circo e provavelmente decorava uma pista de corridas privada da villa de Salústio.
A Via Piave segue a rota da Via Salaria Nova que, emergindo pela Porta Colina, seguia até a demolida Porta Salária. Perto dali estava um importante e elegante cemitério onde estava, entre outros, o monumento funerário de Sulpício Máximo, atualmente no centro da Piazza Fiume, e o de Cornélia, atualmente instalado num muro no Corso Itália.
Em 410, os visigodos de Alarico interromperam os aquedutos e saquearam a villa de Salústio, que foi reduzida a ruínas e abandonada. Com a falta de água na região entre o Píncio e o Quirinal perdeu grande parte de sua população.
Uma pequena recuperação acompanhou a abertura da Via Pia e o retorno da água para a região com a restauração de um aqueduto pelo papa Sisto V, chamado Aqua Felice. Em 1608, o cardeal Scipione Borghese iniciou a construção, às suas custas, de Santa Maria della Vittoria.
Na época, o rione era parte de Trevi, e permaneceu esparsamente habitado, com grandes áreas verdes que permitiam a construção de grandes villas, como a Villa Barberini, na moderna Via XX Settembre, a Villa Mandosi na Via Boncompagni e a Villa Cicciaporci, espremida entre a Via Pia, a Muralha Aureliana até a Porta Salária e a Via di Porta Salaria (moderna Via Piave).
Todo este verde desapareceu com a inevitável urbanização da área entre a Via Pia e a muralha que seguia até a Porta Pia, que se abre na breve porção da muralha pertencente ao rione. Os Boncompagni construíram dois palacetes na via que leva seu nome, um dos quais atualmente abriga o Museu de Artes Decorativas; construíram também a igreja de San Camillo de Lellis na área onde ficava a Villa Spithoever e a diminuta Sacro Cuore di Gesù, anexa ao convento vizinho; o palácio do Museu Geológico de Roma, no largo Santa Susanna e o edifício do Ministério de Agricultura e Florestas na via XX Settembre.
Atualmente, a única área verde do rione está preservada num espaço perto da muralha entre a Porta Pia, a via Augusto Valenziani e a via Piave, onde fica a Villa Cicciaporci Valenti Gonzaga, conhecida atualmente como Villa Paolina Bonaparte, uma referência a Pauline Bonaparte, que viveu ali até 1951 e atualmente abriga a embaixada da França, com entrada pela via Piave.

## Atualidade
Este rione, assim como os vizinhos, Castro Pretorio e Ludovisi, surgiram no século XIX numa área entre a via Pia (que se transformou na via XX Settembre), e a recém-criada via Boncompagni, que na época não passava de vinhedos e jardins num território que pertencia ao rione Trevi.
No centro do rione está a tranquila Piazza Sallustio, a única praça "verdadeira" do rione, onde ainda se pode ver as ruínas dos Jardins de Salústio.

## Vias e monumentos
- Piazza Sallustio
- Porta Salária (demolida)
- Via XX Settembre

### Antiguidades romanas
- Jardins de Salústio

## Edifícios

### Palácios evillas
- Palazzo Canevari
- Palazzo Fiat a Via Calabria
- Palazzo dell'INA a Sallustiano
- Palazzo del Ministero dell'Agricoltura e delle Foreste (Via Venti Settembre)
- Palazzo del Ministero del Tesoro e del Bilancio (Via Venti Settembre, 97)
- Palazzo della Società Beni Stabili
- Villa Massimo Colonna (destruída)
- Villa Paolina
- Villa Spithover
- Villino Boncompagni Ludovisi
- Villino Casati
- Villino Levi
- Villino Maccari
- Villino Macchi di Cellere al Sallustiano
- Villino Pignatelli
- Villino Rasponi
- Villino Rattazzi
- Villino Rudinì, embaixada do Japão.

### Outros edifícios
- Museu Boncompagni Ludovisi de Artes Decorativas
- Museo storico dei bersaglieri

### Igrejas
- Sacro Cuore di Gesù a via Piave
- San Camillo de Lellis
- Santa Maria della Vittoria